# Anosia uniens
Anosia uniens är en fjärilsart som beskrevs av Martin 1911. Anosia uniens ingår i släktet Anosia och familjen praktfjärilar. Inga underarter finns listade i Catalogue of Life.